# Cases de Sant Joan de Palamós
Les cases de Sant Joan de Palamós són dues cases bessones entre les que s'interposa una casa més moderna la veïnat de Sant Joan de Palamós. Les cases daten de principis de segle xx. Són un exemple del procés d'ornamentació que ha estat sobreposat a l'estatge amb l'afany de mimetitzar l'estil arquitectònic del moment, el modernisme, però amb una caire absolutament popular. La que ocupa el núm. 4 actualment és utilitzada com a oficines de l'empresa "Enyesados y decoración de escayola" i l'altra està deshabitada. L'estructura és la típica de les cases d'obrers de principis de segle amb habitacions a banda i banda. Posteriorment s'hi ha afegit un pis. La decoració de la façana consisteix en una franja de trencadís que ressegueix els marcs de la porta i les finestres i el perímetre de la façana i al centre, a la part alta, el dibuix d'una petxina. La rajola vidriada és multicolor i s'aplicà sobre el ciment. La resta del mur està emblanquinat.